# Zefram Cochrane
Zefram Cochrane è un personaggio immaginario dell'universo fantascientifico di Star Trek. Compare per la prima volta nell'episodio della seconda stagione della serie classica Star Trek, Guarigione da forza cosmica, e ha una parte rilevante nel film Primo contatto.
Nell'universo di Star Trek Zefram Cochrane è un personaggio che gode di grande stima da parte dell'umanità futura, per il suo apporto dato all'esplorazione dello spazio, alla nascita della Flotta Stellare e della Federazione dei Pianeti Uniti, grazie all'invenzione della propulsione a curvatura e al primo contatto con una specie aliena, i Vulcaniani, avvenuto conseguentemente al lancio della prima navetta spaziale dotata di tale tipo di propulsione e da lui guidata, la Phoenix.
Nell'universo di Star Trek, a Zefram Cochrane è stata dedicata una statua di 20 metri di altezza in marmo, eretta nel luogo da cui è decollata la Phoenix, a Bozeman, nel Montana.

## Caratteristiche
Nato nel 2002, secondo Primo contatto (benché la trasposizione letteraria del film riporti avanti la data al 2013) è lo scienziato che inventa il motore a curvatura, costruendo la prima astronave umana capace di raggiungere la velocità di curvatura uno, per poi utilizzarla per la prima volta il 5 aprile 2063 (secondo la cronologia di Star Trek); questo avvenimento porterà al primo contatto tra i terrestri e una razza extraterrestre: i Vulcaniani.
Malgrado la tecnologia per il viaggio interstellare risultasse già stata sviluppata, in modo indipendente, da altre specie extraterrestri, il contributo dato da Cochrane con il motore a curvatura ha conseguenze fondamentali nell'universo di Star Trek, non solo per le sue ricadute rivoluzionarie sulla scienza e sulla tecnologia terrestre, ma soprattutto perché la Terra, da quel momento, gioca un ruolo di primo piano nella nascita della Federazione dei Pianeti Uniti.

## Storia del personaggio

### Serie classica
Nell'episodio Guarigione da forza cosmica (seconda stagione), il capitano James T. Kirk, il comandante Spock e il dottor Leonard McCoy della USS Enterprise, a bordo della navetta Galileo, vengono misteriosamente abbattuti su un asteroide della regione di Gamma Canaris. Sull'asteroide scoprono Cochrane, unico abitante del pianeta, in simbiosi con una entità-nuvola chiamata il “compagno”, che lo aveva tenuto in vita e giovane nel corso degli ultimi 150 anni. Nell'episodio il Compagno si è preso cura di Cochrane ringiovanendone il corpo, dall'età di 87 anni all'apparente età di 30-35 anni.
Kirk alla fine promette a Cochrane di non rivelare gli eventi che circondano il loro incontro.

### Primo contatto
Cochrane è tra i sopravvissuti di quella che sarebbe stata battezzata terza guerra mondiale, un conflitto nucleare durato solamente alcuni mesi, nel 2053, ma che causa la morte di oltre 600 milioni di persone. Lo stesso anno viene firmata una difficile tregua, ed è proprio in questo periodo che Zefram Cochrane inizia la costruzione, utilizzando un vecchio missile Titan V e altri materiali di risulta, della prima nave a curvatura: la Phoenix.
Il 4 aprile del 2063 incontra l'equipaggio della nave stellare della Federazione USS Enterprise E, venuta dal futuro per fermare una sfera Borg intenzionata a impedire quel volo e prevenire così il primo contatto e la conseguente nascita della Federazione Unita dei Pianeti.
Il giorno dopo, 5 aprile alle ore 11:15, Cochrane, accompagnato dal comandante William T. Riker e da Geordi La Forge, riesce a compiere comunque il lancio con successo. La Phoenix supera senza problemi la velocità della luce, attirando in tal modo l'attenzione di una nave esplorativa vulcaniana, la T'plana-hath che, atterrata sulla Terra, dà luogo al “primo contatto” degli umani con una civiltà extraterrestre. Lo sviluppo della tecnologia a curvatura era la condizione imprescindibile per i vulcaniani per poter avere un primo contatto con una nuova civiltà (pratica che sarà mantenuta nella Prima Direttiva della Federazione).

### Star Trek: Enterprise
Agli inizi del XXII secolo, Cochrane lavora a stretto contatto con Henry Archer (padre di Jonathan Archer) sul motore a curvatura 5 e, per questo fine, nel 2119 inaugura sulla Terra il Warp Five Complex, un istituto di ricerca dedicato allo studio dei motori a curvatura. Nello stesso anno, lasciata la sua nuova casa sulla colonia di Alfa Centauri per una destinazione ignota, viene dato successivamente per morto. Quando l'Enterprise NX-01 scopre una misteriosa piccola imbarcazione alla deriva nello spazio, con un occupante morto, il capitano Jonathan Archer si chiede se quel cadavere potesse essere quello del disperso Cochrane.

### Altre apparizioni
Nel gioco di ruolo della FASA (prima dell'avvento della "cronologia di Star Trek", e in ogni altro materiale di riferimento conosciuto prima del lavoro di Michael Okuda nella cronologia di Star Trek), il personaggio veniva descritto come proveniente da Alfa Centauri e non dalla Terra.

## Interpreti
Cochrane è stato interpretato da Glenn Corbett nell'episodio Guarigione da forza cosmica (Serie originale) e da James Cromwell (doppiato in italiano da Dario Penne) nel film Star Trek: Primo contatto. Cromwell compare anche in un cameo nell'episodio pilota di Star Trek: Enterprise, Prima missione. In un successivo episodio di Enterprise, vengono utilizzate immagini di Cromwell da Star Trek: Primo contatto per presentare uno scenario alternativo; oltre alle immagini d'archivio, la scena in cui Cochrane viene mostrato mentre spara è interpretata da un altro attore vestito nello stesso identico modo del film, venendo ripreso solo dal collo in giù o di spalle. James Cromwell, inoltre, presta la voce al personaggio anche nell'episodio del 2022 Bloccati (Grounded), della terza stagione della serie animata Star Trek: Lower Decks.

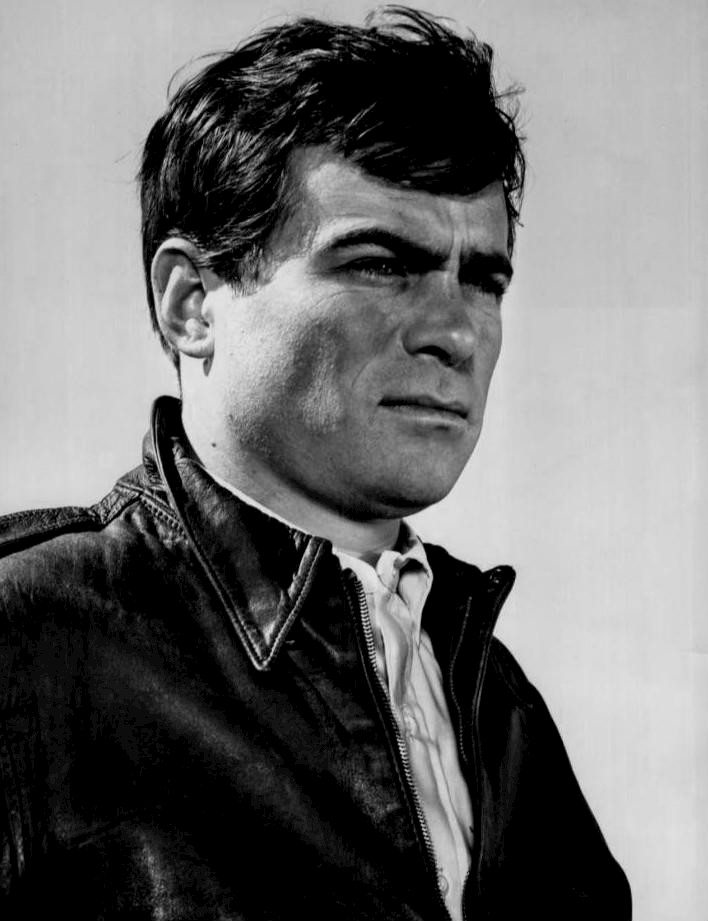
Glenn Corbett, il primo interprete di Zefram Cochrane
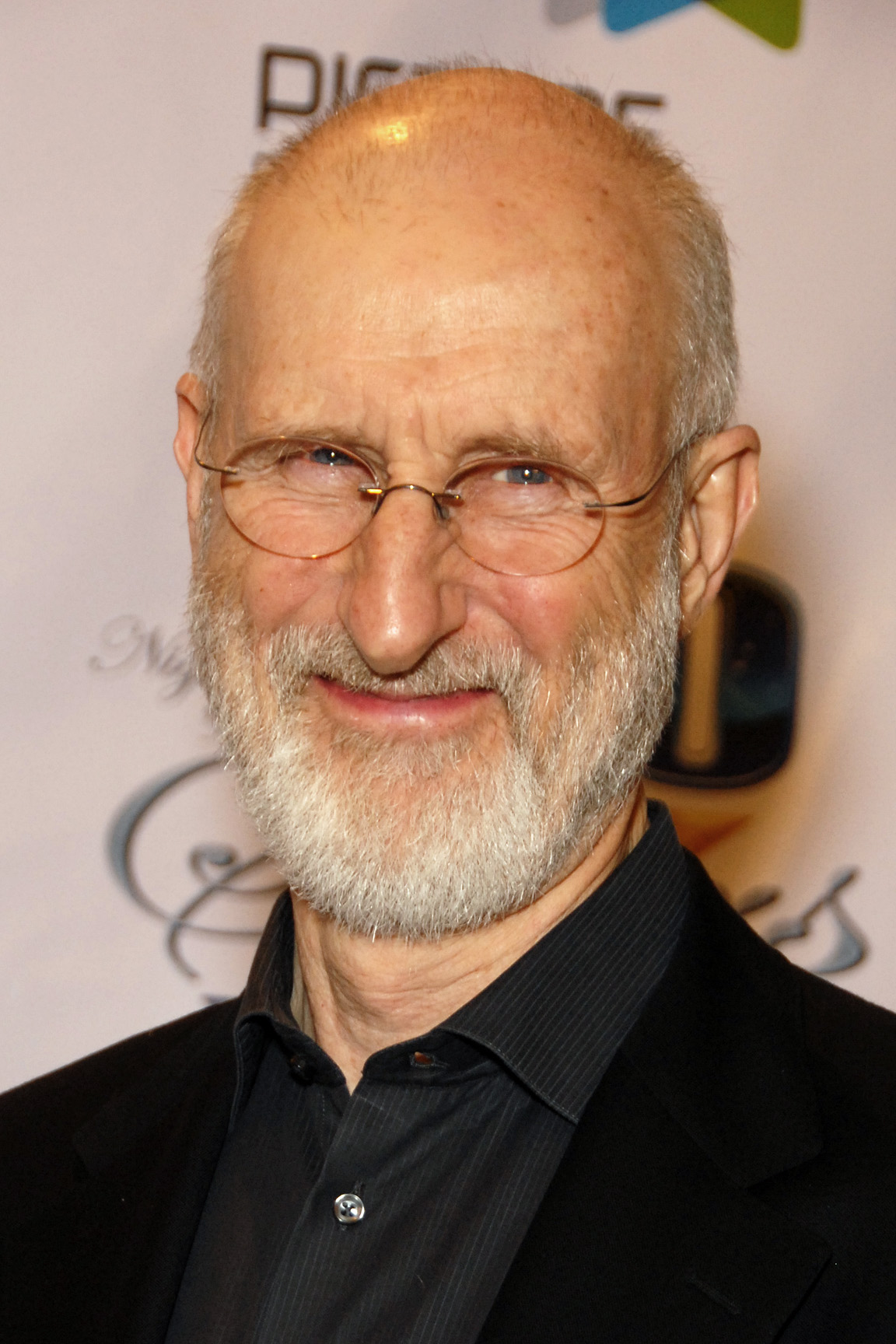
James Cromwell, interprete cinematografico di Zefram Cochrane

## Filmografia

### Cinema
- Primo contatto (Star Trek: First Contact), regia di Jonathan Frakes (1996)

### Televisione
- Star Trek - serie TV, episodio 2x09 (1967)
- Star Trek: Enterprise - serie TV, episodi 4x18-4x19 (2005)
- Captain's Log - serie TV, episodio 1x12 (2020)
- Star Trek: Lower Decks - serie animata, episodio 3x01 (2022)

## Libri

### Romanzi
- (EN) Gene L. Coon, Metamorphosis, collana Star Trek: Fotonovel, n. 5, Bantam Books, 1978, ISBN 0553113496.
- (EN) Garfield Reeves-Stevens e Judith Reeves-Stevens, Memory Prime, collana Star Trek, n. 42, New York, Pocket Books, 1988, ISBN 0671743597.
- Garfield Reeves-Stevens e Judith Reeves-Stevens, Federation, collana Star Trek, New York, Pocket Books, 1994, ISBN 0671894226.
- (EN) Diane Carey e James I. Kirkland, First Frontier, collana Star Trek, n. 75, New York, Pocket Books, 1995, ISBN 0671520458.
- (EN) J.M. Dillard, Star Trek: First Contact, New York, Pocket Books, 1996, ISBN 067100316X.

### Fumetti
- (EN) George Kashdan, A Warp in Space, in Star Trek, illustrazioni di Alden McWilliams, n. 49, Racine, Gold Key Comics, novembre 1977.
- (EN) John Barber e Mike Johnson, Star Trek vs. Transformers, illustrazioni di Philip Murphy, n. 1, IDW Publishing, 28 settembre 2018.
- (EN) John Barber e Mike Johnson, Star Trek vs. Transformers, illustrazioni di Philip Murphy, n. 2, IDW Publishing, 17 ottobre 2018.
- (EN) John Barber e Mike Johnson, Star Trek vs. Transformers, illustrazioni di Philip Murphy, n. 3, IDW Publishing, 21 novembre 2018.
- (EN) John Barber e Mike Johnson, Star Trek vs. Transformers, illustrazioni di Philip Murphy, n. 4, IDW Publishing, 16 gennaio 2019.
- (EN) John Barber e Mike Johnson, Star Trek vs. Transformers, illustrazioni di Philip Murphy, n. 5, IDW Publishing, 27 febbraio 2019.

## Giochi

### Videogiochi
- Star Trek Online (2010)
- Star Trek Timelines (2016)